# Sziget Fesztivál 2002
2002. július 31. és augusztus 6. között 10. alkalommal rendezték meg a Sziget Fesztivált (akkor még Pepsi Sziget néven, a főszponzort illetve).

## Fellépők

### Pepsi Nagyszínpad

#### Július 31.
- Sergent Garcia
- The Mission
- Sziámi
- The Cure

#### Augusztus 1.
- The Tarantinos
- The 69 Eyes
- Quimby
- HIM
- Bikini
- Szekeres Adrien / Adrien - Futok a szívem után lemezbemutató koncert 2001-2002

#### Augusztus 2.
- Mambo Kurt
- Kosheen
- Kispál és a Borz
- Iggy Pop

#### Augusztus 3.
- Herbalizer
- Stereo Mc's
- Anima Sound System
- Pulp

#### Augusztus 4.
- Heaven Street Seven
- Transglobal Underground
- Tankcsapda
- Die Toten Hosen

#### Augusztus 5.
- The Gathering
- Nightwish
- Sub Bass Monster
- Jovanotti

#### Augusztus 6.
- Ska-P
- FreshFabrik
- Másfél
- Muse

### Pannon  Praktikum Világzenei Nagyszínpad

#### Július 31.
- Folkestra
- Sabah Habas Mustapha & The Jugala Allstars
- Hedningarna
- Boban Marković Orkestar

#### Augusztus 1.
- Sebő együttes + Brathanki
- Kalyi Jag
- P18
- The Klezmatics

#### Augusztus 2.
- Ladánybene 27
- Muzsikás & Alexander Balanescu
- Orlando Cachaito Lopez featuring Miguel 'angá' Diaz
- Mory Kante

#### Augusztus 3.
- Chalaban
- Besh o droM
- Spaccanapoli
- Cesaria Evora

#### Augusztus 4.
- Kaláka
- Vujicsics
- Savina Yannatou
- Natacha Atlas

#### Augusztus 5.
- Szászcsávási Zenekar
- Gangbé Brass
- Radio Tarifa
- Mari Boine

#### Augusztus 6.
- M.É.Z.
- Baba Yaga
- Fanfare Ciocarlia
- Femi Anikulapo Kuti & The Positive Force

### Fényár Hangár

#### Július 31.
- DJ Sonic
- Danny L
- Randall
- MC Nina

#### Augusztus 1.
- Jay Denham
- Electric Indigo
- Dj Dork

#### Augusztus 2.
- Tommyboy
- Slam Jr.
- Clark
- Czibere Conga

#### Augusztus 3.
- Phan Thomas
- DJ Bauer
- Soneec
- MC Monder

#### Augusztus 4.
- Austin Leeds
- Pöli
- DJ Kühl
- Duel Live
- D Drum Boy

#### Augusztus 5.
- Dave Clark
- Budai
- Andy Slate

#### Augusztus 6.
- Phats & Small
- Sterbinszky
- MJ Madness
- Draft

### Metal Hammer Színpad

#### Július 31.
- Prosectura
- Demonlord
- Gamma Ray
- Kalapács
- Beatrice
- Iron Maidnem

#### Augusztus 1.
- Fekete Sereg
- Cross Borns
- Perzonal War
- Elvenking
- Edguy
- Lord
- Junkies
- Ozirisz

#### Augusztus 2.
- Sunseth Sphere
- Stonehenge
- Without Face
- End of Green
- Amorphis
- Nevergreen
- Dying Wish
- Ideas

#### Augusztus 3.
- Insane
- Replika
- Mantra
- Cadaveres de Tortugas
- Neck Sprain
- Destruction
- Superbutt
- Árnyak
- Action
- Subscribe

#### Augusztus 4.
- Depresszió
- Macskanadrág
- Aurora
- Ramones Mania
- Cool Head Klan
- Doro
- Blaze Bayley
- Hooligans
- Watch My Dying

#### Augusztus 5.
- Eclipse
- Nemesis
- Da Capo
- Savatage
- P. Box
- Black-Out
- Perfect Symmetry

#### Augusztus 6.
- Mindcrime
- Newborn
- Blind Myself
- Kreator
- Moby Dick
- Sear Bliss

### Afro-Latin Színpad

#### Július 31.
- Ghalia Benali
- Morocof Cocktail
- Said & Friends
- Dj Kissinger

#### Augusztus 1.
- De Los Andes Trio
- Dj Alan

#### Augusztus 2.
- Sankofa percussion & dance group
- Agbogun Dance Group
- Afro Magic
- Djoliba
- Dj Koya

#### Augusztus 3.
- Tumba & Quema percussion group
- Rosenil Rocha Group
- Dj Enrique

#### Augusztus 4.
- Tumba & Quema percussion group
- Elsa Valley Group
- Dj Jose Ray

#### Augusztus 5.
- Sankofa percussion & dance group
- Agbogun Dance Group
- Afrika Molotako
- Dj Jhonny d' Arc

### Petőfi CsarnokFolkszínpad

#### Július 31.
- Zsarátnok
- Boban Marković

#### Augusztus 1.
- Troitsa
- Dj Alan

#### Augusztus 2.
- Rece-Fice

#### Augusztus 3.
- Maskarades
- Chalaban

#### Augusztus 4.
- Falkafolk
- Vujicsics
- Kárpátia

#### Augusztus 5.
- Kiyo-kito Taiko

#### Augusztus 6.
- Odessza Klezmer Band
- Fanfare Ciocarlia
- Berkó együttes

### Wan2 Színpad

#### Július 31.
- Žagar Project
- Neo
- Uht
- Casio Samples

#### Augusztus 1.
- Bankrupt
- HétköznaPICSAlódások
- UK Subs
- Alvin és a mókusok
- Fürgerókalábak

#### Augusztus 2.
- A kis tehén
- Heaven Street Seven
- Roy Paci & Aretuska

#### Augusztus 3.
- Kumm
- Bëlga
- Al gringo & the Psychob- illy Krautboys an Moonshine
- Dopeman
- Cosmik Connection
- Titusz & the Carbonfools

#### Augusztus 4.
- Mz/x
- Warpigs
- Üllői Úti Fuck
- Tito & Tarantula
- Neuropa

#### Augusztus 5.
- Colorstar

#### Augusztus 6.
- Soupshop
- Fish!
- Pál Utcai Fiúk
- Marcel et son Orchestra

### Siemens Mobil Pop Színpad

#### Július 31.
- K.f.t.
- Venus
- Eleven Hold
- Volvox

#### Augusztus 1.
- Pa-dö-dő
- Bikini
- Adrien
- Korom Attila

#### Augusztus 2.
- Somló Tamás
- Zanzibár
- Almási Enikő
- First Session

#### Augusztus 3.
- United
- Kimnowak
- Felicia
- Józsa Alex

#### Augusztus 4.
- Hiphop nap

#### Augusztus 5.
- Back II Black
- Roy & Ádám
- Ágnes Vanilla
- Shine

#### Augusztus 6.
- Crystal
- Unique
- Kerozin

### Blues Színpad

#### Július 31.
- Ferenczi György és a Herfli Davidson
- Sonia és a Sápadtarcúak

#### Augusztus 1.
- Blue S Trio

#### Augusztus 2.
- Lefthand Freddy and the Aces
- Frozen Dozen

#### Augusztus 3.
- Deák Bill Blues Band
- The Bruce Lewis Band
- Little Sonny & the Wild Cows

#### Augusztus 4.
- Takács Tamás Dirty Blues Band
- Blues Fools
- Fekete Jenő és barátai
- Blues Condition

#### Augusztus 5.
- Török Ádám & Mini
- Szűcs Gábor és a Pure Blues
- Mississippi Grave Diggers
- Boogie Woogie Piano Attack

#### Augusztus 6.
- Boom Boom
- Lars Vegars And The Love Gloves
- Benkő Zsolt és a Blues Rivers

### Est Színpad

#### Július 31.
- Dallas
- Andrew J & Kaltenecker

#### Augusztus 1.
- Szegény Anyám Halátna
- Soma Mamagésa

#### Augusztus 2.
- Tai Chi
- Emil.RuleZ!

#### Augusztus 3.
- Budapest Jazz Orchestra
- Vl 45
- Sugarloaf

#### Augusztus 4.
- The Skinny Bohemians
- Timur Lenk
- Screen

#### Augusztus 5.
- Insmouth

#### Augusztus 6.
- Dohnányi Ernő Zeneiskola Fúvószenekara, Lőrinci Fúvósegylet
- Dj Gerzson

### Bahia Színpad

#### Július 31.
- Wickeda
- Miss Goulash

#### Augusztus 1.
- Vialka Marching Band
- Zoanbo Zoet Workestrao
- Las Garrapatas
- Brains

#### Augusztus 2.
- The Dying Sun Ensemble
- Korog
- Layette

#### Augusztus 3.
- Balaton
- Pot

#### Augusztus 4.
- Malacka és a tahó
- Sun Workshop
- Chiki Liki Tua
- Másfél
- Doog
- Superhiks
- Dub4u

#### Augusztus 5.
- Annabarbi
- Innersight
- ef.zámbó Happy Dead Band
- Amy Denio with Quintetto alla Busara
- Orkestar Irfana Muertesa
- Flash

#### Augusztus 6.
- Orsolya és Péter
- Tibeti Együttérzők
- Dragibus
- N.o.m.
- Ági és Fiúk
- Sziámi+- a24